# Переходный исправительно-трудовой дом
Переходный исправительно-трудовой дом (ПИТД) (не путать с трудовым домом и исправительно-трудовым домом) — учреждения в системе исполнения наказаний на территории РСФСР/СССР. Начали создаваться в 1921 году, законодательно оформлены в 1924.
Основная цель ПИТД: проверить в условиях полусвободного режима, насколько действенными оказались меры в исправительно-трудовых домах и других видах исправительно-трудовых учреждений. Предполагалось, что в ПИТД к каждому заключенному должен быть применен индивидуальный подход. Заключенные ПИТД имели возможность свободно передвигаться в пределах мест заключения; свободно пользоваться имеющимися на счете деньгами; им разрешались довольно частые свидания и получение передач; кроме отпусков, предоставляемых в общем порядке, им могли предоставляться краткосрочные отлучки в выходные дни; они могли отправляться с различными поручениями за пределы ПИТД без надзора. Дисциплинарные взыскания были минимальными, но за серьёзные проступки заключённого могли перевести в учреждение с более строгим режимом.
ПИТД не получили дальнейшего развития. В ходе реорганизации мест лишения свободы в 1929-30 гг. они были преобразованы в исправительно-трудовые колонии или дома заключения. ПИТД послужили прообразом колоний-поселений, создание которых началось в 1960-е гг.